# ارواسمیت (فیلم)
ارواسمیت (انگلیسی: Arrowsmith) فیلمی در ژانر درام به کارگردانی جان فورد است که در سال ۱۹۳۱ منتشر شد.

## بازیگران
- رونالد کولمن
- هلن هیز
- ریچارد بنت
- میرنا لوی
- بولا بوندی
- ادموند مورتیمر
- ریموند هاتون
- وارد باند
- جیمز مارکوس
- دیوید لاندائو
- ارویل آلدرسون
- کلاد کینگ